# Асегуа
Асегуа (порт. Aceguá) — муниципалитет в Бразилии, входит в штат Риу-Гранди-ду-Сул. Составная часть мезорегиона Юго-запад штата Риу-Гранди-ду-Сул. Входит в экономико-статистический микрорегион Кампанья-Меридиунал. Население составляет 4130 человек на 2007 год. Занимает площадь 1502,17 км². Плотность населения — 2,7 чел./км².

## История
Город основан 16 апреля 1996 года.

## Статистика
- Валовой внутренний продукт на 2003 составляет 67.158.000,00 реалов (данные: Бразильский институт географии и статистики).
- Валовой внутренний продукт на душу населения на 2003 составляет 23.641,91 реалов (данные: Бразильский институт географии и статистики).

## География
Климат местности: умеренный.